# CA Technologies
CA Technologies (ранее CA, Inc., Computer Associates) — американская корпорация, разработчик программного обеспечения. Штаб-квартира компании расположена в Айлендии, штат Нью-Йорк. Компания разрабатывает и продает программное обеспечение для управления ИТ-инфраструктурой предприятий, распространяя его как напрямую, так и через системных интеграторов, реселлеров и других партнёров.

## Специализация
Наиболее известна как поставщик программного обеспечения для мейнфреймов и систем распределённых вычислений для организаций, разрабатывает и поставляет антивирусы и программное обеспечение для защиты от интернет-угроз.

## Показатели деятельности
Выручка по итогам 2007—2008 финансового года, завершившегося 31 марта 2008 года, составила $4,4 млрд. Компания представлена 150 офисами в более чем 45 странах. Штат компании по состоянию на 31 марта 2010 года составил 13200 сотрудников, среди которых 5900 инженеров.
С 28 января 2010 года председателем правления и главным исполнительным директором компании является Уильям Мак-Кракен (William McCracken).

## История

### Начало и ранние годы
Предпосылкой к созданию CA Technologies считается 1969 год, когда компания IBM, доминирующая на рынке компьютерной индустрии, под давлением регулирующих органов отказалась от навязывания программного обеспечения и услуг при продаже мейнфреймов, породив тем самым новый сегмент программного обеспечения. Чарльз Ван (англ. Charles Wang) и Расс Артзт (англ. Russ Artzt) открыли компанию по разработке и продаже программного обеспечения для мейнфреймов, создали ряд продуктов для мейнфреймов, которые пользовались спросом, но значительного успеха не достигли. В 1976 году предприниматели добились права на продажу в Северной Америке программного обеспечения, разработанного швейцарской Computer Associates, основанной Сэмом Гуднером (Sam Goodner) и Максом Севчиком (Max Sevcik) несколькими годами ранее. Прежде это программное обеспечение распространялось Pansophic Systems под торговым знаком PanSort, тогда как основатели CA предложили собственное название — CA-Sort. Несмотря на то, что приложение было достаточно популярным в Европе, продажи в Северной Америке оказались ниже. Совместно со швейцарскими партнёрами Ван и Артзт основали новую фирму, получившую название Trans-American Computer Associates. Она приступила к продажам CA-Sort и первоначальных продуктов CA, пользующихся спросом на достаточно обширном рынке Северной Америки.
После объединения со швейцарской компанией в 1980 году, новое предприятие (впоследствии получившее название Computer Associates International, Inc.) получило возможность расширения за счет привлечения новых менеджеров по продажам и разработчиков, а в последующие годы — и возможность приобретения меньших по размеру фирм. Покупка в 1987 году компании Uccel Corp. сделала CA крупнейшим независимым поставщиком программного обеспечения для мейнфреймов. Кроме того, в рамках поглощения Вальтер Хойфнер (Walter Haefner), владеющий половиной Uccel Corp., стал крупнейшим акционером CA и остается им по состоянию на 2010 год.

### 1980-е
После первичного размещения в 1981 году компания стремительно расширилась за счёт ряда новых приобретений, включая покупку разработчиков программного обеспечения Capex, Information Unlimited Software, Johnson Systems, CGA Computer и Uccel. Также CA искала возможность выйти в сегмент прикладных программ, в котором уже работали Microsoft и Lotus Development Corporation. Сделано это было путём приобретения ряда компаний, занимающихся разработкой приложений для редактирования текстовых документов, электронных таблиц, графиков и другого программного обеспечения. В десятилетний срок CA стала первой софтверной компанией, продажи которой превысили отметку в $1 млрд.

### 1990-е
В начале 1990-х годов CA столкнулась с критическими высказываниями в свою сторону. В основном они касались недостаточной проработанности стратегии, несовместимости продуктового ряда со сторонними решениями, низкого качества обслуживания, неспособности заполучить существенную долю на рынке прикладного программного обеспечения и резкого снижения курса акций, которые в течение 1990 года подешевели более чем на 50 %. Руководство приняло решение о выходе в Японию, Канаду, Африку и Латинскую Америку. Также CA изменила тарифы на обслуживание клиентов и улучшила совместимость своих продуктов с продуктами других поставщиков, таких как Hewlett-Packard, Apple и Digital Equipment Corporation. Одновременно компания продолжила вести политику активных поглощений, перейдя в сегмент клиент-серверых архитектур (Legent Corporation за $1,78 млрд в 1995 году, на то время крупнейшее поглощение в истории софтверной индустрии) и ПО для систем хранения данных (Cheyenne Software за $1,2 млрд в 1996 году). Компания приобрела и развила СУБД Clipper, в 1993—1997 годах было выпущено несколько версий.

### 2000-е
В период с 2004 по 2006 годы CA осуществила радикальные перестановки в совете директоров и среди первых лиц, включая назначение в качестве нового исполнительного директора Джона Свейнсона (John Swainson). Были также назначены новые должности. 1 сентября 2009 года CA объявила о решении Джона Свейнсона уйти в отставку 31 декабря 2009 года.
За это время CA анонсировала стратегию Enterprise IT Management (EITM), призванную консолидировать и упростить корпоративные ИТ-инфраструктуры, и выпустила наибольшее количество новых продуктов за всю историю существования компании. Акцентируя внимание на обновлении бренда, CA запустила новую глобальную маркетинговую кампанию, рассчитывая «Вновь вдохновить» (название кампании) игроков рынка и убедить их в том, что технологии играют ключевую роль в бизнесе.

#### Ребрендинг
В 2006 года компания изменила своё название с Computer Associates Inc. на CA Inc., а в 2010 году — на CA Technologies. За последнее время CA объявила о поддержке подхода Lean IT, подразумевающего значительно более эффективные разработку и управление информационными технологиями. В рамках этого подхода были анонсированы 13 новых EITM-продуктов.

### Поглощение
В июле 2018 года было объявлено что корпорация Broadcom Inc. за 18,9 млрд долл. покупает компанию CA Technologies.

## Программные решения
В рамках стратегии Enterprise IT Management (EITM) CA предлагает широкий перечень программных решений и услуг для систем распределённых вычислений и мейнфреймов. Решения компании разделены на следующие группы:
- управление инфраструктурой и операциями;
- управление проектами, портфелем и финансами;
- управление безопасностью;
- управление ИТ-услугами и активами;
- разработка приложений и баз данных;
- управление базами данных;
- управление работой приложений;
- управление СХД и системами восстановления;
- управление компанией.

Компания управляет штатом разработчиков по всему миру — они находятся в США, Австралии, Китае, Чешской Республике, Германии, Индии, Израиле, Японии, Великобритании и других странах. Большей частью разработки CA ориентированы на средние по размеру компании, но некоторые из них (антивирусы, антишпионское ПО и персональные брандмауэры) рассчитаны на личное использование и применение в домашних офисах.

## CA Technologies в России
- В 1986 году осуществлена первая продажа в России[11].
- В 1993 году было открыто представительство компании в России.
- С 2005 по 2006 год офис возглавлял Сергей Тарасов[12].
- С 2006 по 2009 год представительством руководил Васил Барзаков.

Сергей Никифоров возглавляет представительство компании CA Technologies в России и странах СНГ с июня 2010 года.
В 2010 году CA Technologies объявила о том, что планирует расширить число локализованных в России продуктов.